# بورتون ميلر
بورتون ميلر (بالإنجليزية: Burton Miller)‏ هو مصمم أزياء تقليدية أمريكي، ولد في 17 يناير 1926، وتوفي في 5 مارس 1982.

## وصلات خارجية
- بورتون ميلر على موقع IMDb (الإنجليزية)
- بورتون ميلر على موقع قاعدة بيانات الفيلم (الإنجليزية)